# Giacomo Luzietti

Don Giacomo Luzietti

Don Giacomo Luzietti (Corinaldo, 25 maggio 1931 – Brezzo di Bedero, 5 settembre 1994) è stato un presbitero italiano.

## Biografia
Don Giacomo Luzietti nacque il 25 maggio 1931 a Corinaldo. Appena undicenne sentì la vocazione alla religiosità e venne accolto nel seminario diocesano.
Sin da giovane don Giacomo provò la sofferenza, in particolare, per problemi polmonari che gli provocarono una ridotta capacità respiratoria.
Nel 1956 don Giacomo divenne sacerdote ma ciò che gli era chiesto era molto di più, passare dalla sofferenza per aiutare i sofferenti e confortare le persone in situazione di bisogno.
Nel 1959 divenne cappellano per una comunità di suore Orsoline di san Carlo su richiesta del parroco di Brezzo di Bedero. Ciò ne agevolò la convalescenza e la possibilità di espletare il tanto desiderato servizio pastorale.
Attraverso l’esperienza della malattia e della sofferenza si fece strada in lui la consapevolezza che c’era un altro mondo sconosciuto ai più, nel quale aveva toccato con mano il dolore, la mancanza di certezze, l’impossibilità di fare progetti, l’inattività. Don Giacomo trasse da qui l’ispirazione per dedicare attenzione, sostegno e soprattutto aiuto spirituale ai malati e agli anziani.
Tutto ciò fu alla base delle sue due grandi opere: l’OARI (Opera Assistenza Religiosa Infermi), il cui principio ispiratore e animatore è proprio la comunione e la speranza vissute nel mondo della sofferenza e l’AVULSS
(Associazione per il Volontariato nelle Unità Locali dei Servizi Socio-sanitari), associazione pioniera e profetica nel campo del volontariato. Attualmente le associazioni Avulss sono circa 150 con circa 5.500 volontari.
Per diffonderle e promuoverle Don Giacomo, in quasi venticinque anni, girò in lungo e in largo l’Italia macinando centinaia di migliaia di chilometri quasi sempre da solo, cambiando auto quasi ogni anno, senza mai rinunciare alla guida.
Nel 1985, mentre teneva un incontro formativo, don Giacomo fu colpito da ictus cerebrale. 
Con tanti sacrifici, tanta fatica ed un doloroso periodo di riabilitazione e rieducazione fisica tornò a rioccuparsi delle sue Associazioni.
A metà del 1990 cadde e si ruppe un femore. L’intervento per ridurre la frattura dovette dare però la precedenza ad un altro ancora più urgente e necessario all’intestino. Don Giacomo dovette quindi “mettere in pratica” quello che aveva detto, insegnato, predicato: accettare e accogliere la malattia e la sofferenza con autentico spirito cristiano.
Dopo quattro anni di preghiera e offerta, il 5 settembre 1994 a 63 anni Don Giacomo morì nella sede delle sue opere a Brezzo di Bedero.
Don Giacomo Luzietti ha rappresentato sempre un punto di riferimento per le sue doti umane, per la sua semplicità, per la sua umiltà, per quel suo modo di affrontare le cose, per il suo spirito profetico, per quella sua testimonianza giornaliera di essere stato capace di trarre forza dalla sua sofferenza e di metterla a servizio degli altri. Un vero testimone della carità, un vero interprete del servizio agli altri, un vero "promotore e donatore di speranza". 
Le sue parole, i suoi scritti, le sue realizzazioni, l'OARI e l'AVULSS rappresentano per tutti un viatico importante per non lasciarsi affascinare dalle varie derive moderne del volontariato. La fedeltà ai suoi princìpi e ai suoi insegnamenti può essere per tutti un'arma per affrontare le contraddizioni del nostro tempo e alimentare quella fiammella di solidarietà che c'è in ognuno di noi.
Ulteriori approfondimenti su Don Giacomo Luzietti e sull'Avulss sono presenti sul libro dedicato a Don Giacomo.